# Izajasz (biskup koptyjski)
Izajasz (ur. 16 maja 1940) – duchowny Koptyjskiego Kościoła Ortodoksyjnego, od 1980 biskup Tahty.

## Życiorys
19 marca 1977 złożył śluby zakonne w monasterze św. Paisjusza. Święcenia kapłańskie przyjął 13 czerwca 1978. Sakrę biskupią otrzymał 25 maja 1980. 25 listopada 2018 został podniesiony do godności metropolity.